# Sigismund II August
Sigismund II August (polska:Zygmunt II August), född 1520, död 1572, var kung av Polen mellan 1548 och 1572.

## Biografi
Sigismund II August var son till företrädaren Sigismund I av huset Jagiello och Bona Sforza av Milano. Han var bror till Katarina Jagellonica och svåger till den svenske kungen Johan III.
Genom att försöka balansera mellan katolicismen och protestantismen utan att riktigt ta ställning och genom sitt andra äktenskap med kalvinisten Barbara Radziwiłł fick Sigismund II August erfara en maktkamp dels med landets szlachta (adel), dels mellan de religiösa fraktionerna.
Adeln krävde att äktenskapet skulle upplösas, men kungen förblev obeveklig. Efter heta strider och genom tunga offer lyckades han vinna magnaternas bifall till Barbaras kröning, men hon dog redan 1551. Kungen gifte sig två år senare för tredje gången, med Katarina av Habsburg, en syster till hans första gemål. Efter ett tag ville han bli av med den nya hustrun, men Rom vägrade att tillmötesgå hans önskan om skilsmässa.
Sigismund fick inga legitima arvingar som överlevde barndomen. Hans mor Bona Sforza misstänktes för att ligga bakom att fruarna Elisabet och Barbara dog under mystiska förhållanden. År 1546 försökte Sigismund även få till äktenskap med kronprinsessan Maria I av England, dotter till Henry VIII. Förutom fruarna hade han minst ett halvdussin frillor.
Sigismund dog som en stor statsman, större än fadern, och efterträddes av Henrik III av Frankrike som "Henrik I av Valois", efter 10 månaders interregnum, men denne stannade bara till 1575 och bröt löftet att äkta Sigismunds syster Anna Jagiellon. Hon valdes till kung [sic] 1575 och regerade från 1576 med sin make Stefan Batory och dog barnlös. Först 1587 kom en jagellonsk man på Polens tron igen, Sigismund III Wasa, som kunde föra sin ätt vidare.

## Familj
Sigismund var gift tre gånger:
1. 1543: Elisabet av Österrike (1526–1545), äldsta dotter till Ferdinand I
2. 1547: Barbara Radziwiłł (1520–1551), dotter till kalvinisten Jerzy Radziwiłł.
3. 1553: Katarina av Österrike (1533–1572), yngre syster till första hustrun. Makens otrohet och osämja ledde till separation 1562 och 1566 återvände Katarina till Österrike.

## Galleri

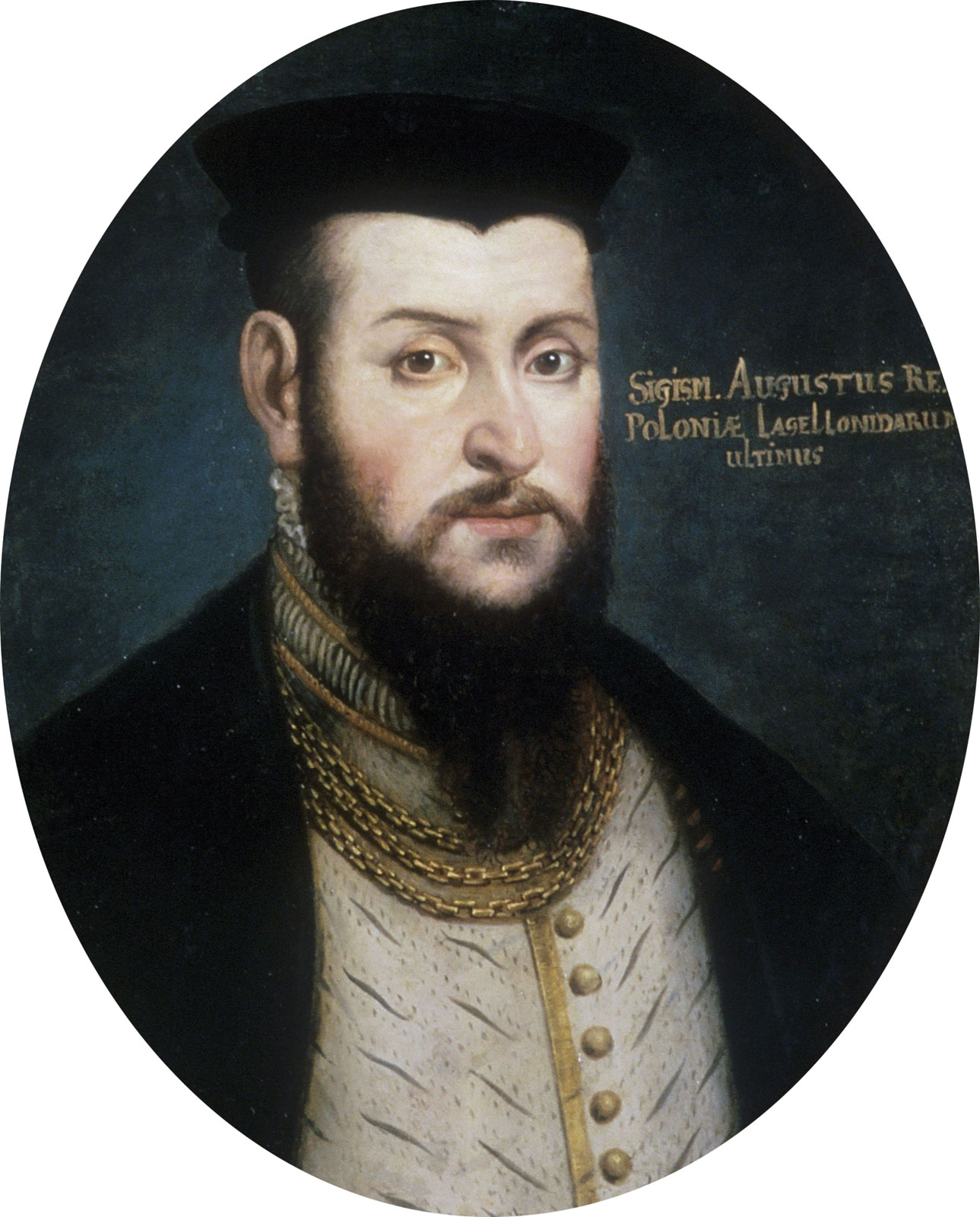
Sigismund II August.